# Samantha Mumba
Samantha Tamania Anne Cecilia Mumba (Dublin, 18 de janeiro de 1983) é uma atriz, cantora e compositora irlandesa. Ela ganhou fama em 2000 com o lançamento de seu single de estreia Gotta Tell You ("tenho que te dizer" em português), que alcançou o Top 10 nas paradas da Irlanda, do Reino Unido e dos Estados Unidos. Depois de uma carreira musical curta, ela estrelou em vários filmes sendo destaque a sua atuação como Mara em A Máquina do Tempo de 2002. Ela também apareceu em um número de filmes independentes na Irlanda.

## Anos iniciais
Samantha Mumba nasceu na cidade de Dublin, Irlanda. Seu pai, Peter Mumba, é natural de Zâmbia e anteriormente havia sido engenheiro aeronáutico; sua mãe é irlandesa. Mumba participou da Dublin's Billie Barry Stage School entre os seus 3 e 15 anos de idade. Quando Mumba tinha 15 anos, foi descoberta em uma seleção de talentos da RTÉ chamada Let Me Entertain You Walsh, impressionando o executivo Louis Walsh. Posteriormente, ela passou vários meses viajando entre a Dinamarca, a Suécia, o Reino Unido e a Irlanda, onde ela co-escreveu e gravou seu álbum de estréia Gotta Tell You. Ela finalmente saiu da escola para se concentrar em sua carreira musical, explicando que estava difícil de permanecer na escola e trabalhar em sua música. 

## Anos posteriores
Em 2002 Mumba criou um novo single I'm Right Here (em português "Eu estou bem aqui") com um estilo sonoro muito mais estilizado. O vídeo teve a colaboração de Damien Marley, filho de Bob Marley. O vídeo foi transmitido na televisão com sucesso nos Estados Unidos e no Reino Unido. Este single seria o quinto single top 5 de Mumba no Reino Unido e seu quinto top 3 na Irlanda. Nos Estados Unidos e na Alemanha seria uma canção com menos sucesso, atingindo um máximo de 80 e 81, respectivamente. Ainda em 2002, ela participou no filme A Máquina do Tempo interpretando o papel de Mara em um futuro distópico no ano 802.701, ao lado do ator Guy Pearce.
Circularam rumores de que Mumba estava se preparando para fazer um segundo álbum, Woman (Mulher), mas devido às baixas vendas do single "I'm Right Here" nos Estados Unidos e sua curta estadia nas listas britânicas, ela abandonou o projeto, mas Mumba afirmou no Late Late Show (03 de fevereiro de 2007) que nunca houve um segundo álbum e as canções foram escorrendo por suas tentativas na internet para encontrar um novo som.
Em 23 de outubro de 2006, ela lançou um álbum, The Collection. No álbum apareceram canções como Gotta Tell You e single I'm Right Here.

## Vida pessoal
Mumba ficou noiva do policial Torray Scales em junho de 2011. O casal se casou em Los Angeles, na Califórnia, em 24 de fevereiro de 2012. Em setembro de 2014, ela anunciou que estava grávida de seu primeiro filho. Em 3 de março de 2015, ela deu à luz uma filha que Mumba e seu marido chamaram de Sage. 

## Discografia
- 2000: Gotta Tell You
- 2016: Sammy Girl

## Filmografia

### Filmes
- The Time Machine (2002)
- Spin The Bottle (2003)
- Boy Eats Girl (2005)
- Nailed (2006)
- Johnny Was (2006)
- 3 Crosses (2007)
- Shifter (2007)
- Loftus Hall (2011)

### Televisão
- Get Your Act Together with Harvey Goldsmith (2008)
- Dancing on Ice (2008)